# انتقام خزدار
انتقام خزدار (به انگلیسی: Furry Vengeance) یا عملیات جنگل فیلمی محصول سال ۲۰۱۰ و به کارگردانی راجر کامبل است. در این فیلم بازیگرانی همچون برندن فریزر، بروک شیلدز، کن جیونگ، مت پروکوپ، آنجلا کینزی، اسکایلر ساموئلز، آلیس درامند و راب ریگل ایفای نقش کرده‌اند.